# Alternacantha
Alternacantha is een geslacht van uitgestorven slangsterren uit de familie Ophiacanthidae. Vertegenwoordigers van dit geslacht zijn slechts als fossiel bekend.

## Soorten
- Alternacantha arges Thuy, 2013 †
- Alternacantha dilionessa Thuy, 2013 †
- Alternacantha occulta Thuy & Meyer, 2012 †
- Alternacantha schwermannorum Thuy, 2013 †